# Senckenberg-Turm

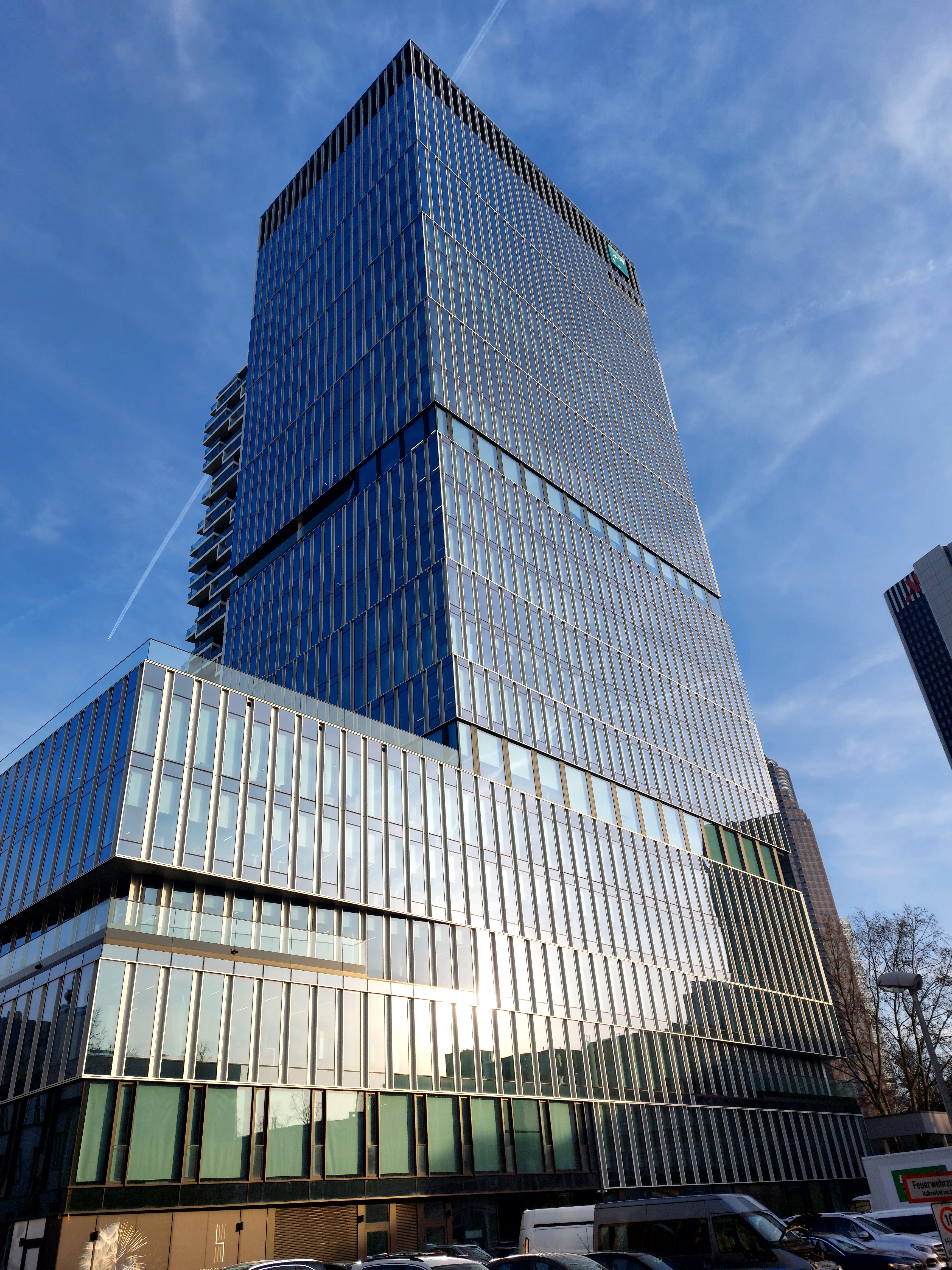

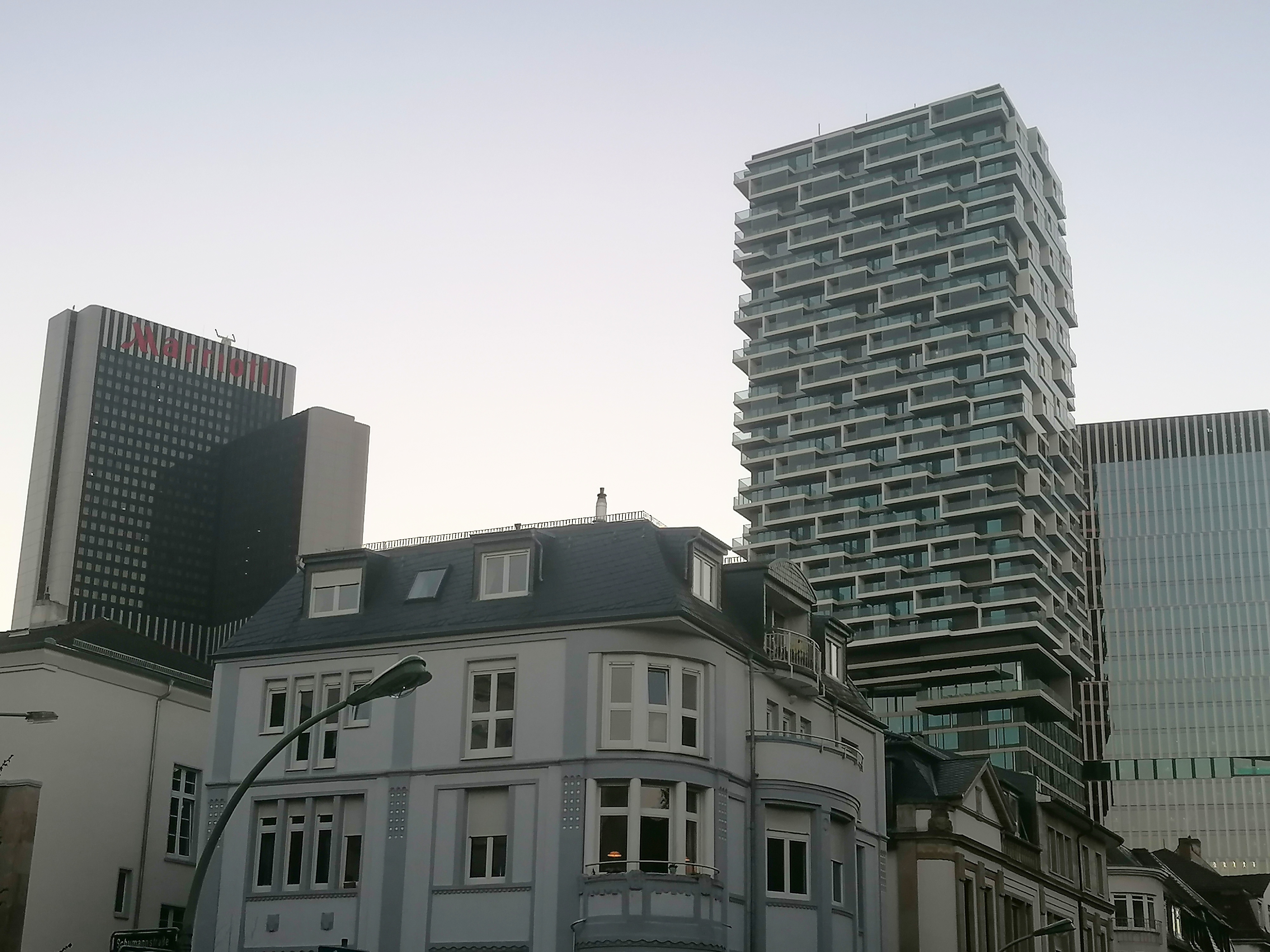
Der Senckenberg-Turm ist ganz rechts hinter dem One Forty West zu sehen (Oktober 2021)

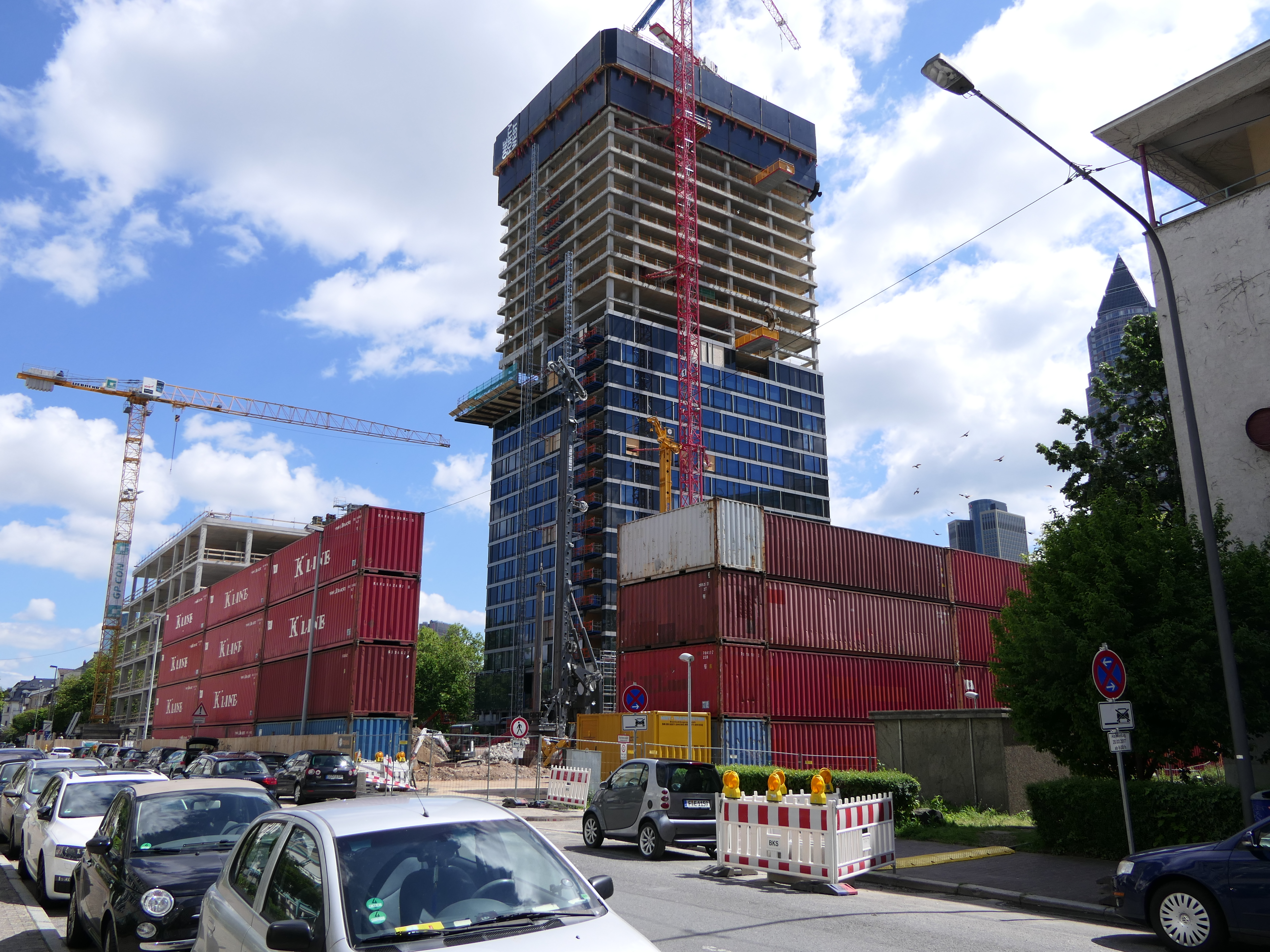
Senckenberg-Turm und One Forty West im Bau (Mai 2019)

Der Senckenberg-Turm (Projektname: 99 West) ist ein Bürohochhaus an der Senckenberganlage in Frankfurt am Main unter der Adresse Senckenberganlage 19. Auf dem Gelände stand von 1970 bis 2014 der 118 Meter hohe AfE-Turm. Der Neubau wurde Anfang 2022 fertiggestellt.

## Architektur und Nutzung
2014 verabschiedete die Stadtverordnetenversammlung den Bebauungsplan Nr. 569 Senckenberganlage / Bockenheimer Warte. Er erlaubt den Bau zweier Hochhäuser von 100 und 140 Metern Höhe auf dem Grundstück des früheren AfE-Turms. Neben dem mischgenutzten One Forty West ist der Senckenberg-Turm die kleinere dieser beiden Immobilien.
Den Architekturwettbewerb für das Areal gewann im März 2016 der Entwurf des Frankfurter Büros Cyrus Moser Architekten. Der Entwurf des 265 Millionen Euro teuren Hochhauses (Gesamtinvestitionsvolumen) zeichnet sich durch vertikal angeordnete Fensterbänder aus.
Im ersten Quartal 2017 erwarb der Frankfurter Projektentwickler Groß & Partner das Teilgrundstück des späteren Senckenberg-Turms von der städtischen Wohnungsbaugesellschaft ABG Frankfurt Holding. Zu diesem Zeitpunkt trug das Projekt den Namen 99 West. Im April 2018 wurde bekannt, dass Groß & Partner das Projekt vor Baubeginn an BNP Paribas Real Estate (BNPPRE), den Immobilienzweig der französischen Bank BNP Paribas, verkauft hatte. BNPPRE trat damit am deutschen Markt erstmals als Projektentwickler in Erscheinung.
Im Herbst 2018 kündigte BNP Paribas die Verlegung ihrer bereits in Frankfurt befindlichen Deutschlandzentrale in die untersten 14 Stockwerke des Bürogebäudes an und setzte dies nach Fertigstellung um. Insgesamt stehen 27.000 Quadratmeter Mietfläche im Turm zur Verfügung. Ende 2019 wurde bekannt, dass das Investmentunternehmen NAS Invest das 99 West kurz zuvor von BNP erworben hatte. Im September 2020 wurde der neue Namen Senckenberg-Turm offiziell verkündet.
Der Turm ist nach dem Frankfurter Arzt und Stifter Johann Christian Senckenberg benannt.